# Saint-Georges-de-Lévéjac
Saint-Georges-de-Lévéjac è stato un comune francese di 265 abitanti situato nel dipartimento della Lozère nella regione dell'Occitania. Il 1º gennaio 2017 si è fuso con i comuni di Le Massegros, Le Recoux, Saint-Rome-de-Dolan e Les Vignes per formare il nuovo comune di Massegros-Causses-Gorges di cui è divenuto comune delegato.

## Storia

### Simboli
Lo stemma è stato adottato nell'ottobre del 2001.
Gli smalti argento e rosso e il palo sono ripresi dal blasone dei signori di Sévérac (d'argento, a quattro pali di rosso) che furono proprietari del castello di Lévéjac e per estensione del territorio comunale. Il drago è il classico simbolo del patrono san Giorgio. I serpenti sono tradizionali attributi di sant'Ilario che si riteneva scacciasse il serpenti maligni e fanno riferimento alla grotta di Saint Hilaire e l'omonima cappella, meta di pellegrinaggi.

## Società

### Evoluzione demografica
Abitanti censiti